# Ford EcoSport
Ford EcoSport (транскр. Форд екоспорт) (енгл. Ford EcoSport) је мини СУВ (друга генерација - мини кросовер) који је од 2003. до 2023. године производио Форд, а креирао га је бразилски центар за развој аутомобила. Настао на бази европског Форд фјужна, као и током целог свог постојања на Фијести, аутомобил прве генерације је направљен искључиво у Бразилу и продаван је само у Латинској Америци, распршивши се (крајем 2011.) у тиражу од 700.000 примерака  . Представљен 2012. године, друга генерација аутомобила је направљена на платформи Форд Фијесте и требало би да постане глобална. Главни конкуренти су му: Шевролет тракс, Опел мока, Хјундаи крета и други

## Прва генерација
Прва генерација је лансирана 2003. године и правила се само у Бразилу и нигде више док није стигла друга генерација.

Оно што је веома специфично јесте то да има точак на вратима, као да је у питању велики теренац. Ова генерација је била прави мали теренац, а не кросовер као што је друга генерација.
- I генерација, предњи поглед
- I генерација, задњи поглед

## Друга генерација
Друга генерација аутомобила представљена је на сајму Ауто Експо 2012 у Њу Делхију 4. јануара 2012. као концепт са ЛЕД диодама уместо фарова. Потпредседник Форда за дизајн Џеј Мејс рекао је да је концепт завршен 97%.  Машина друге генерације развијена је у Бразилу за каснију продају широм света. Коначни детаљи дизајна примењени су у Фордовој аустралијској дизајнерској канцеларији. Оне ствари које су специфичне су то да се пртљажник отвара у страну, што није имала прошла генерација и друга, то што неки модели имали точак на вратима пртљажника.
За разлику од прошле генерације, ова је мања у димензијама од прошле генерације јер је ова генерација постала кросовер.

### Почетак продаје
Претпродаја у Бразилу почела је почетком јула 2012. године, испоруком првих возила купцима крајем лета и почетком јесени (први серијски аутомобил произведен је почетком августа  ). У Бразилу, аутомобил је позициониран по цени већој од свог главног конкурента, Дачије дастера. У марту 2013. почела је производња у Кини, у мају 2013. - у Индији (продаја је почела у априлу и јуну)  . Аутомобили бразилске производње се продају само на америчком континенту, кинески аутомобили - само у Кини. Кросовери састављени у Индији продају се у другим земљама југоисточне Азије, Африке, Европе, Аустралије, Новог Зеланда. У јануару 2014. године покренута је производња на Тајланду, а у јуну у Вијетнаму. Све европске земље (са изузетком Русије) се испоручују само аутомобилима индијске монтаже. Почетак монтаже у руској фабрици у Набережним Челнима заказан је за другу половину 2014.  2019. фабрика је затворена.
- II генерација
- II генерација, задњи поглед

### Агрегати снаге
Асортиман мотора зависи од фабрике у којој је аутомобил произведен. У Бразилу се производе кросовери са 1,6-литарским бензинским моторима. и 2.0л. и дизел 1,5 литара. Возила састављена у Кини, Индији и Тајланду опремљена су моторима EcoBoost GTDi 1.0 L, Duratec Ti-VCT 1.5 L и DuraTORQ TDCi 1.5 L
Распон мотора
Дизел:
- 1.5 L DuraTORQ TDCi SOHC DI TC И-4 ( DV5 ), 90-91 КС

Бензин:
- 1.0 L EcoBoost GTDi DOHC Ti-VCT И-3 ( Fox ), 120-125 КС
- 1.5 L Duratec DOHC Ti-VCT 16V ( Сигма ), 105—112 КС
- 1.6 LDuratec Ti-VCT Gas/FFV ( Сигма ), 110—125 КС
- 2.0 L Duratec HE PFI 16V Flex ( МI4 ), 145 КС

Аутомобили са погоном на све точкове се склапају само у Бразилу, опремљени само Дуратец 2.0л бензинским мотором. и 6 ст. ручни мењач и продају се само на тржиштима земаља Латинске Америке. Очекује се да ће кросовери са погоном на све точкове бити доступни у Русији. Новост за ову генерацију је то што се такође производи и у Румунији, у Крајови, баш као и Форд пума, са којом дели платформу.

### Рестилизација (Редизајн)
Крајем 2016. године, ажурирани Форд екоспорт  ће дебитовати са измењеним изгледом, потпуно другачијом предњом конзолом и новом линијом мотора. Поред тога, планирано је да у фабрици у Румунији почне производња кросовера за европско тржиште.
- II генерација, редизајн
- Задњи поглед, редизајн
- Ентеријер

### Сигурност
| Сигурност на Еuro- NCAP Крештесту |